# Iza (flod)
Iza er en venstre biflod til floden Tisa i det nordlige Rumænien. Den har sit udspring i Rodna-bjergene, og løber ud i Tisa nær byen Sighetu Marmației. Den passerer gennem kommunerne Săcel, Săliștea de Sus, Dragomirești, Bogdan Vodă, Șieu, Rozavlea, Strâmtura, Bârsana, Oncești, Vadu Izei og Sighetu Marmației. Dens afvandingsområde er på 1.293 km2.:23 Iza er 80 km lang.

## Bifloder
Følgende floder er bifloder til floden Iza:
- Fra venstre: Valea Carelor, Bistrița, Bâleasa, Baicu, Slatina, Ieud, Gârbova Mare, Botiza, Sâlța, Slătioara, Valea Morii, Văleni, Mara, Șugău
- Fra højre: Valea Satului, Valea Muntelui, Valea Caselor, Valea Porcului, Rona